# Relations entre la Croatie et les États-Unis
 (mai 2023).
La mise en forme du texte ne suit pas les recommandations de Wikipédia : il faut le « wikifier ».
Les points d'amélioration suivants sont les cas les plus fréquents. Le détail des points à revoir est peut-être précisé sur la page de discussion.
- Les titres sont pré-formatés par le logiciel. Ils ne sont ni en capitales, ni en gras.
- Le texte ne doit pas être écrit en capitales (les noms de famille non plus), ni en gras, ni en italique, ni en « petit »…
- Le gras n'est utilisé que pour surligner le titre de l'article dans l'introduction, une seule fois.
- L'italique est rarement utilisé : mots en langue étrangère, titres d'œuvres, noms de bateaux, etc.
- Les citations ne sont pas en italique mais en corps de texte normal. Elles sont entourées par des guillemets français : « et ».
- Les listes à puces sont à éviter, des paragraphes rédigés étant largement préférés. Les tableaux sont à réserver à la présentation de données structurées (résultats, etc.).
- Les appels de note de bas de page (petits chiffres en exposant, introduits par l'outil «  Source ») sont à placer entre la fin de phrase et le point final[comme ça].
- Les liens internes (vers d'autres articles de Wikipédia) sont à choisir avec parcimonie. Créez des liens vers des articles approfondissant le sujet. Les termes génériques sans rapport avec le sujet sont à éviter, ainsi que les répétitions de liens vers un même terme.
- Les liens externes sont à placer uniquement dans une section « Liens externes », à la fin de l'article. Ces liens sont à choisir avec parcimonie suivant les règles définies. Si un lien sert de source à l'article, son insertion dans le texte est à faire par les notes de bas de page.
- La présentation des références doit suivre les conventions bibliographiques. Il est recommandé d'utiliser les modèles {{Ouvrage}}, {{Chapitre}}, {{Article}}, {{Lien web}} et/ou {{Bibliographie}}. Le mode d'édition visuel peut mettre en forme automatiquement les références.
- Insérer une infobox (cadre d'informations à droite) n'est pas obligatoire pour parachever la mise en page.

Pour une aide détaillée, merci de consulter Aide:Wikification.
Si vous pensez que ces points ont été résolus, vous pouvez retirer ce bandeau et améliorer la mise en forme d'un autre article.
Les relations diplomatiques entre la Croatie et les États-Unis ont été établies le 7 avril 1992 à la suite de l'Indépendance de la Croatie, à la suite de la dislocation de la Yougoslavie. Les relations mutuelles restent cordiales, amicales et très étroites.
La Croatie a une ambassade à Washington, D.C., des consulats généraux à Chicago, Los Angeles, New York, et des consulats à Anchorage, Kansas City, Pittsburgh, Seattle et Houston. Les États-Unis ont une ambassade à Zagreb.
L'engagement américain en Croatie vise à favoriser l'émergence d'une société démocratique, sûre et orientée vers le marché, qui sera un partenaire solide des États-Unis au sein des institutions euro-atlantiques. Les relations bilatérales entre les deux pays sont décrites comme très fortes,.
La diaspora croate aux États-Unis est l'une des plus importantes au monde, estimée à plus de 1,2 million de membres. La plupart des Croates vivent à Chicago (~150 000), New York, dans le New Jersey et le Connecticut (~80 000), St. Louis (~40 000), San Pedro (~35 000), Détroit (~7 000) et San José (~5 000). La National Federation of Croatian Americans est la principale organisation qui rassemble les Croates aux États-Unis.
Les deux pays sont membres de l'ONU, de l'OTAN, du Conseil de partenariat euro-atlantique, de l'Organisation pour la sécurité et la coopération en Europe, du Fonds monétaire international, de la Banque mondiale, et de l'Organisation mondiale du commerce. En outre, la Croatie a le statut d'observateur auprès de l'Organisation des États américains.

## Ambassade

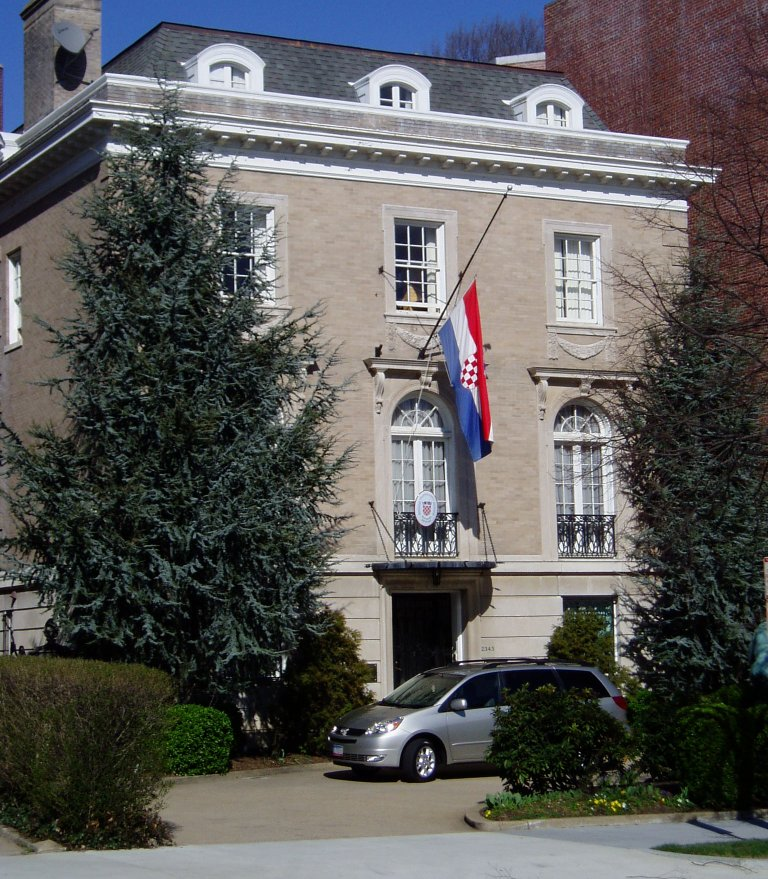
Ambassade de Croatie à Washington, D.C.

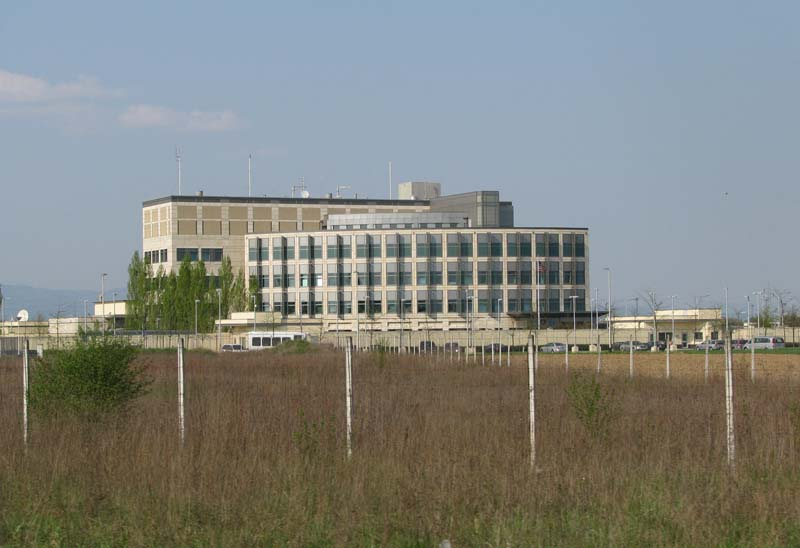
Ambassade des États-Unis à Zagreb

La présence officielle des États-Unis à Zagreb remonte au moins à 1920, lorsque le consulat américain dans le royaume des Serbes, Croates et Slovènes a été établi. Zagreb était le centre de la province de Croatie-Slavonie. Le consulat est resté ouvert au sein du royaume de Yougoslavie jusqu'au début de la Seconde Guerre mondiale. À cete époque, les archives indiquent que le personnel diplomatique américain a quitté le pays entre le 1er et le 14 mai 1941, en réponse à la prise de Zagreb par les Allemands et à l'établissement subséquent de l'État indépendant de Croatie. Cet État déclare la guerre aux États-Unis en 1941, mais ces derniers ne l'ont jamais reconnu officiellement Le consulat de Zagreb a rouvert après la guerre le 9 mai 1946. Il était installé à l'origine dans de petits bureaux près du jardin botanique. Le consulat est devenu un consulat général le 1er août 1958.
Lors de l'éclatement de la Yougoslavie, les États-Unis reconnaissent la Croatie en tant qu'État indépendant le 7 avril 1992. Le consulat général des États-Unis à Zagreb obtient le statut d'ambassade le 25 août 1992. Le premier ambassadeur des États-Unis en Croatie est Peter W. Galbraith, qui occupe ce poste de 1993 à 1998.
L'ambassade américaine en Croatie est situé à Zagreb. Ce bâtiment de 8 000 m² a été ouvert le 2 juin 2003. Selon un article du journal britannique The Independent, basé sur des documents de WikiLeaks, le 5e étage de l'ambassade accueille la base régionale de la CIA et de la NSA.
L'ambassade des États-Unis à Zagreb est un membre fondateur de la League of Green Embassies (Ligue des ambassades vertes) et du Zagreb Green Building Council (Conseil des bâtiments verts de Zagreb). En conséquence, l'ambassade soutient les programmes de recyclage et de réduction de la consommation d'énergie et d'eau. L'ambassade parraine également les American Corners dans les bibliothèques d'Osijek, Rijeka, Zadar et Zagreb,.
Depuis novembre 2017, l'ambassadeur des États-Unis en Croatie est William Robert Kohorst (en).

## Histoire

### Contexte
La république de Raguse, une république marchande centrée sur la ville de Dubrovnik, est l'un des premiers pays étrangers à reconnaître de facto l'indépendance des États-Unis, grâce aux efforts de Francesco Favi, consul de Raguse à Paris le 7 juillet 1783. Cependant, la République n'a jamais reconnu les États-Unis de jure,.

### Visites de présidents américains en Croatie

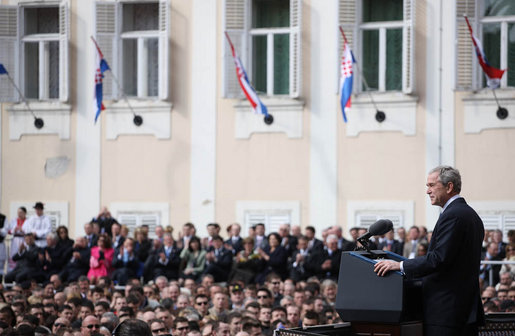
Discours de George W. Bush sur la place Saint-Marc à Zagreb.

Le premier président des États-Unis à avoir visité la Croatie est Richard Nixon, qui se rend à Zagreb le 2 octobre 1970 lors de sa visite d'État en république fédérative socialiste de Yougoslavie. Le choix de se rendre à Zagreb au cours des événements politiques et culturels en république socialiste de Croatie qui allaient culminer avec le Printemps croate, ainsi que l'éloge par Nixon de « l'esprit de la Croatie » et son exclamation « Vive la Croatie ! Vive la Yougoslavie ! », ont été interprétés comme une déclaration de soutien à l'identité croate et à une plus grande autonomie dans le cadre fédéral de la Yougoslavie,,.
Le premier président américain à visiter la Croatie indépendante est Bill Clinton le 13 janvier 1996. Il passe quelques heures à l'aéroport de Zagreb alors qu'il revient d'une visite aux troupes de l'Implementation Force (IFOR) à Tuzla, en Bosnie-Herzégovine. Au cours de cette brève visite, Clinton prononce un discours devant une foule agitant des drapeaux croates et américains, puis rencontre le président croate Franjo Tuđman.
Le 4 avril 2008, le président américain George W. Bush arrive à Zagreb pour une visite d'État officielle de deux jours. La visite est immédiatement suivie du sommet de Bucarest 2008 des pays de l'OTAN, au cours duquel la Croatie et l'Albanie sont invitées à rejoindre l'alliance. Bush rencontre le président croate Stipe Mesić et le Premier ministre Ivo Sanader, et prononce un discours sur la place Saint-Marc de Zagreb (en), dans le centre de la ville. Des rassemblements pacifiques ont lieu pendant la visite pour protester contre la politique étrangère des États-Unis et l'adhésion imminente de la Croatie à l'OTAN,.

### Visite d'Hillary Clinton en Croatie (2012)

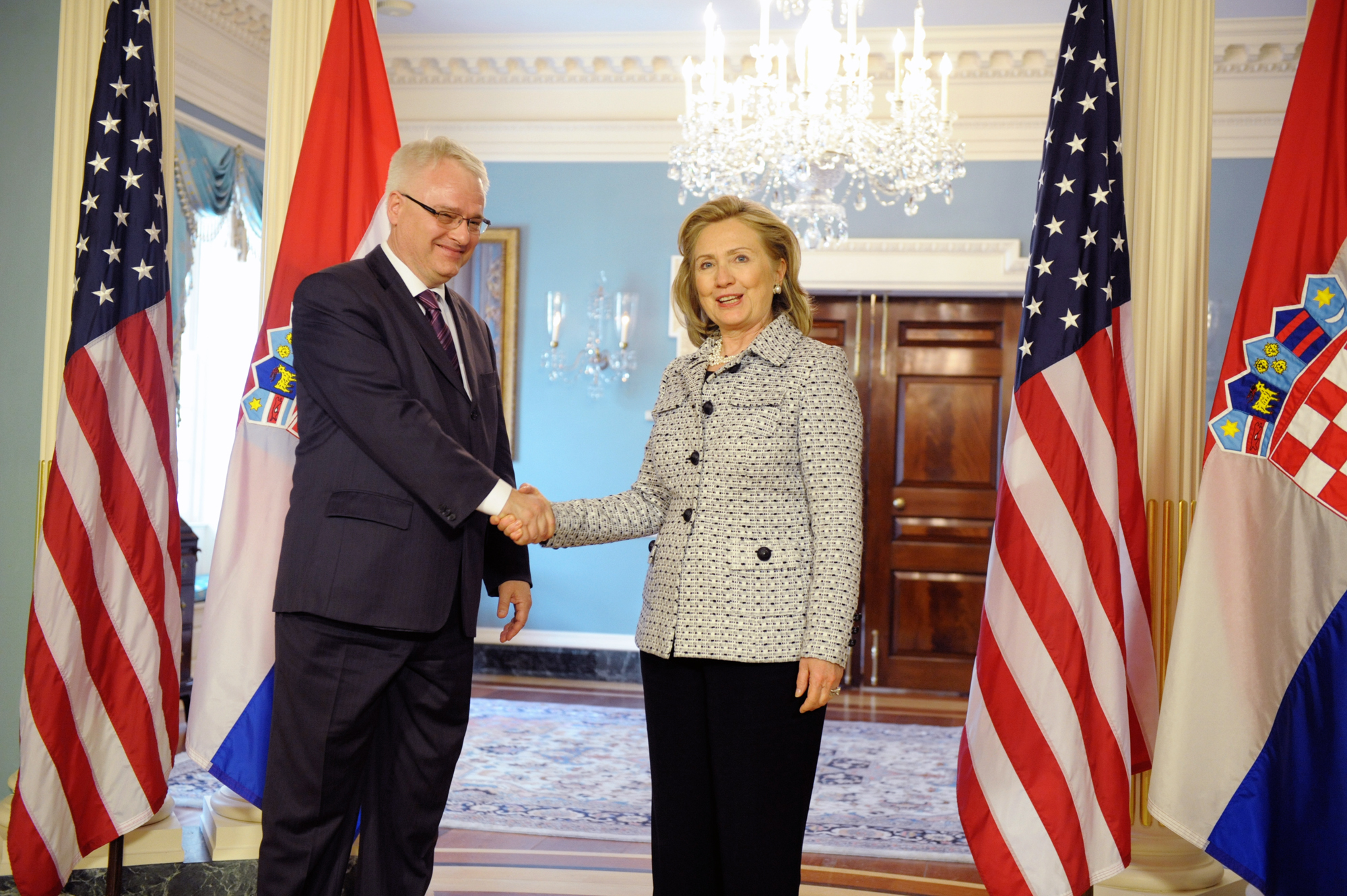
Ivo Josipović et Hillary Clinton

La secrétaire d'État américaine Hillary Clinton se rend en Croatie le 30 octobre 2012. Au cours de sa visite, elle rencontre de nombreux responsables croates, notamment le président Ivo Josipović, le Premier ministre Zoran Milanović et la ministre des Affaires étrangères Vesna Pusić. Les discussions portent principalement sur le rôle de la Croatie au sein de l'OTAN et sur l'élargissement de l'Union européenne en 2013, ainsi que sur les relations économiques entre les États-Unis et la Croatie. La secrétaire d'État Clinton qualifie la Croatie de « leader de l'Europe du Sud-Est », disposant d'une main-d’œuvre bien formée, d'infrastructures établies et d'une excellente situation géopolitique, ajoutant qu'il s'agissait d'une destination prometteuse, mais qu'il était encore nécessaire de procéder à des réformes, d'accroître la transparence, d'éliminer les barrières bureaucratiques, ainsi que de privatiser les entreprises encore détenues par l'État,,.

### Visite de Joe Biden en Croatie (2015)
Le 25 novembre 2015, le vice-président américain Joe Biden se rend en Croatie en tant qu'invité spécial du sommet des dirigeants du processus de Brdo-Brijuni qui réunit les chefs d'État des pays de l'ancienne Yougoslavie et de l'Albanie ainsi que des invités spéciaux. Le sommet est coprésidé par la présidente croate Kolinda Grabar-Kitarović et le président slovène Borut Pahor. Les thèmes abordés lors de la session plénière sont l'intégration de l'Europe du Sud-Est dans les processus euro-atlantiques, la crise des migrants européens, les défis en matière de sécurité et la lutte contre le terrorisme, les conflits au Moyen-Orient et en Ukraine, ainsi que l'énergie. Le vice-président Biden déclare : « Pour les États-Unis et pour moi personnellement, mais je parle au nom du président Obama, cette région a été d'un intérêt extrême au cours des 25 dernières années ». En outre, M. Biden salue l'initiative de Brdo-Brijuni comme étant « un bon travail puisqu'elle a réussi à réunir des chefs d'État pour des pourparlers au cours des cinq dernières années ». Le vice-président Biden rencontre également le Premier ministre croate Zoran Milanović et la ministre des Affaires étrangères Vesna Pusić avec lesquels il parle de la situation au Moyen-Orient et plus particulièrement en Syrie, de la crise des migrants et de la situation sécuritaire dans le monde après les attentats terroristes de Paris,,.

### Visite de Mike Pompeo en Croatie (2020)

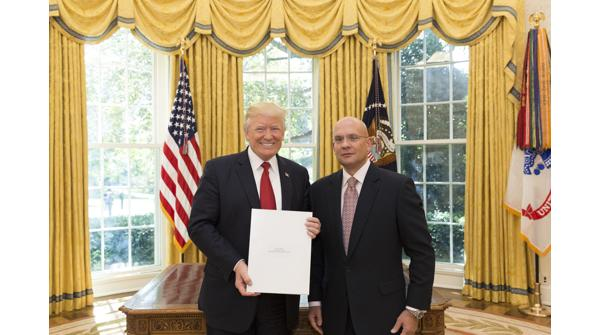
L'ambassadeur Pjer Šimunović présente ses lettres de créance au président des États-Unis Donald J. Trump

Le 2 octobre 2020, le secrétaire d'État américain Mike Pompeo rencontre le Premier ministre croate Andrej Plenković et d'autres représentants du gouvernement croate. À l'issue de cette rencontre, le ministre croate des Affaires étrangères, Gordan Grlić Radman, déclare que la Croatie n'a signé aucun document par lequel elle s'engagerait à ne pas coopérer avec la Chine sur les questions de sécurité en vue de la 5G,. La visite de Pompeo a été précédée par les déclarations du président croate Zoran Milanović, qui a sévèrement critiqué les hauts dirigeants américains, affirmant notamment que Donald Trump avait ruiné la réputation internationale des États-Unis. À la suite de la visite de Pompeo, Milanović, qui n'a pas participé à l'accueil du secrétaire d'État, se prononce contre l'Initiative des trois mers, affirmant qu'il s'agissait de l'initiative de l'administration Obama qui était potentiellement néfaste pour la Croatie, car elle visait à isoler la Russie ainsi que l'Allemagne, une entreprise à laquelle, selon lui, la Croatie ne devait pas participer,.

## Coopération militaire

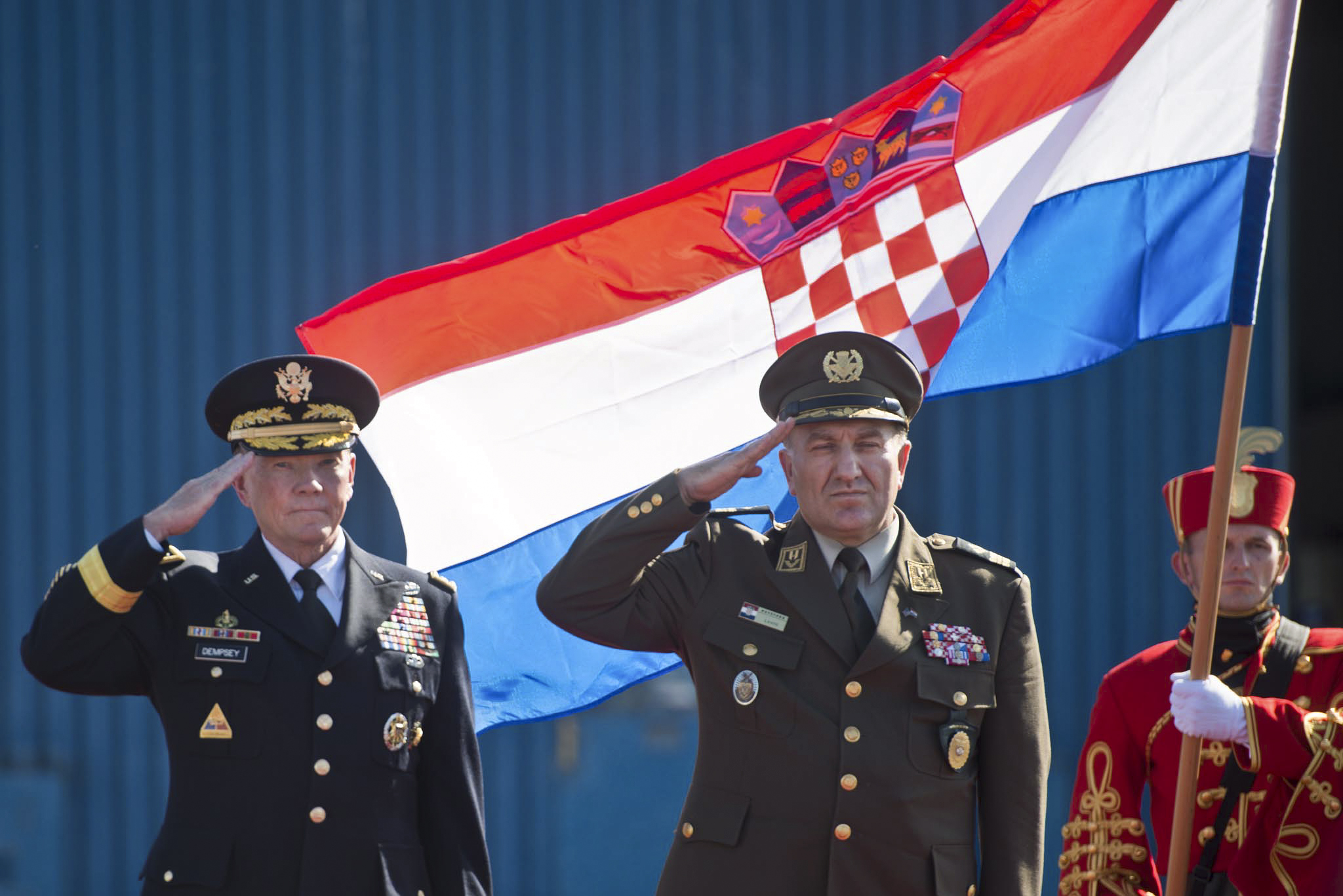
Le général de l'armée américaine Martin Dempsey et le général croate Drago Lovrić

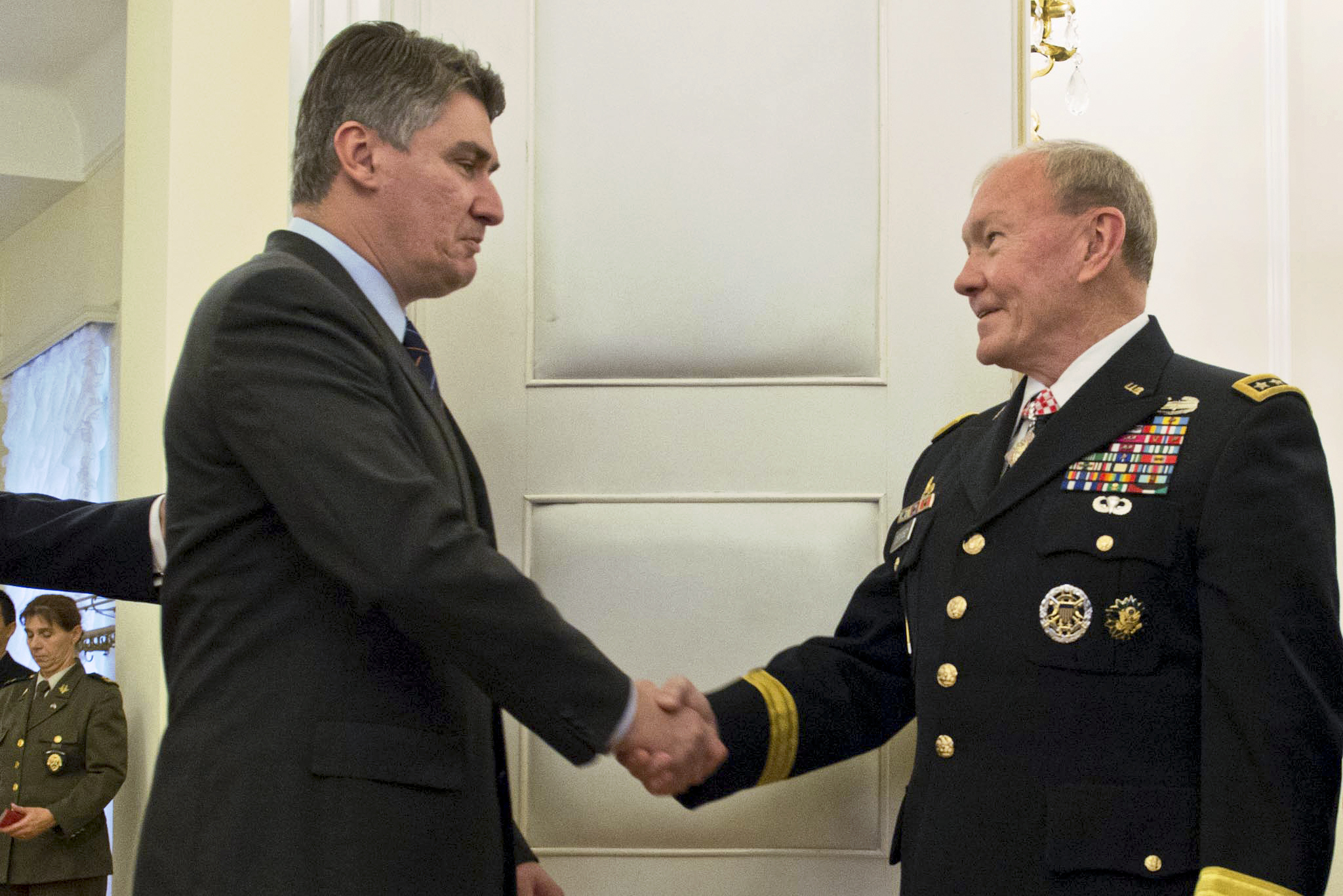
Le premier ministre croate Zoran Milanović et le général américain Martin Dempsey

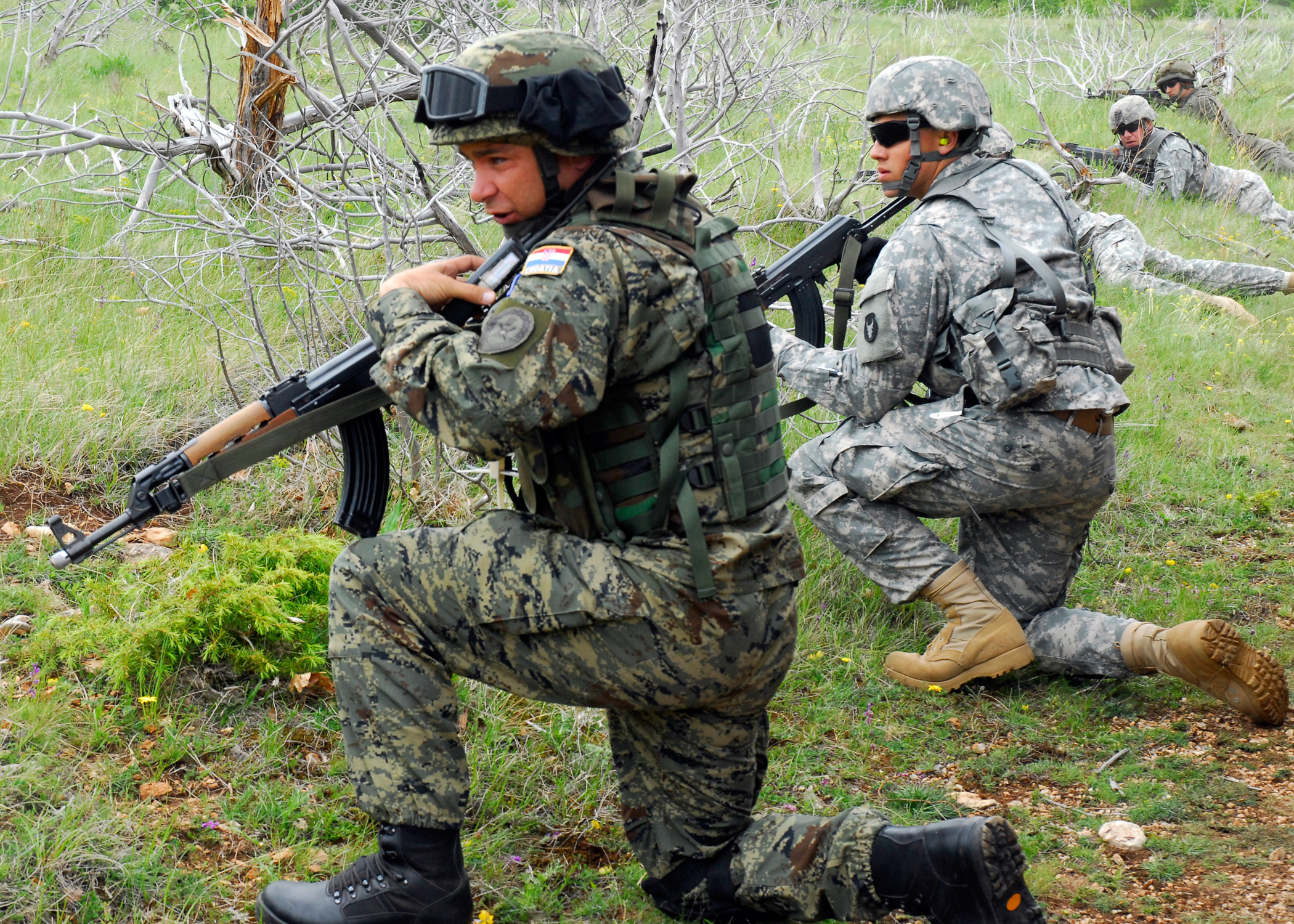
Des soldats de la Garde nationale du Minnesota s'entraînent avec des membres de l'armée croate lors de l'exercice militaire Guardex 12 en 2012

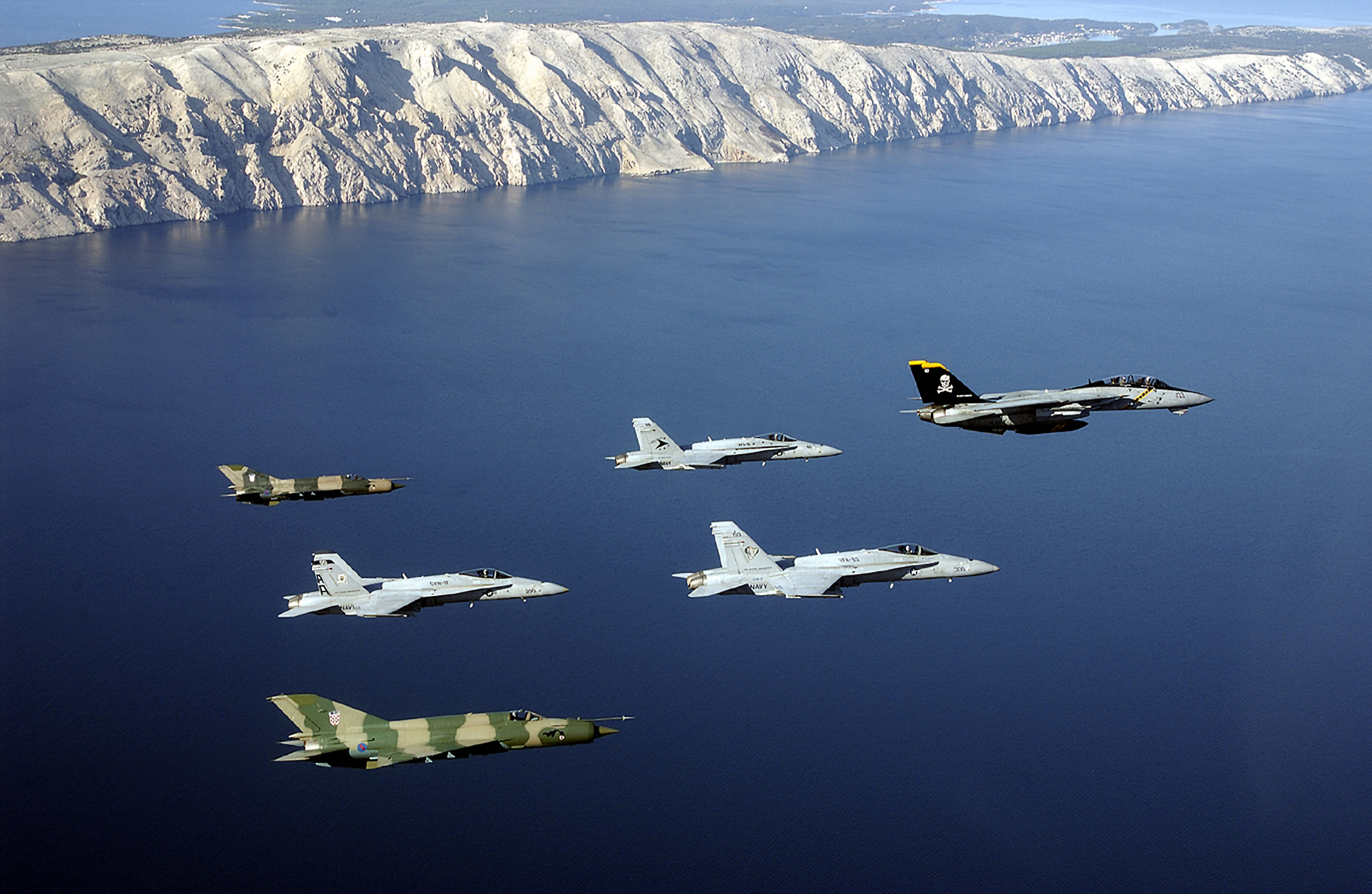
Des avions de l'armée de l'air croate participent à un entraînement multinational avec la marine américaine

En janvier 2020, le site web du département d'État des États-Unis indique que le département de la Défense américain a « une relation solide sur le plan militaire avec la Croatie », les États-Unis fournissant une assistance militaire à la Croatie par le biais de formations dans les écoles militaires américaines et d'équipements.
En avril 2014, La Croatie reçoit une livraison de 30 véhicules MRAP américains sur les 212 véhicules MRAP que le gouvernement américain a décidé de donner à la Croatie.
Le 5 août 2015, la Croatie organise un défilé militaire, avec des milliers de soldats, des véhicules militaires et des avions à réaction pour marquer le 20e anniversaire de l'opération Tempête, une offensive clé dans sa lutte pour l'indépendance. Les États-Unis envoient une délégation composée de hauts fonctionnaires : le commandant de la Garde nationale du Minnesota, le général Richard C. Nash (en), le commandant-adjoint des forces américaines en Europe, le général Randz A. Kee, l'attaché à la défense américain Douglas M. Faherty et l'ambassadeur américain en Croatie Kenneth H. Merten,.
Les États-Unis collaborent dans le cadre de 11 programmes, fonds et initiatives militaires :
Financement militaire extérieur
La Croatie a reçu 18,5 millions de dollars de ce programme entre 2000 et 2003. Depuis la relance de ce programme en 2008, la Croatie a reçu 14,5 millions de dollars supplémentaires. La Croatie a dépensé cet argent principalement pour l'achat de systèmes de communication, de simulateurs et d'équipements pour la surveillance nocturne.
Ventes de matériel militaire à l'étranger
La Croatie a acheté pour 4,2 milliards de dollars de matériel dans le cadre de ce programme : équipements de vol, dispositifs de communication, équipements de vision nocturne et logiciels pour le Centre principal de simulation de Croatie.
Initiative globale pour les opérations de maintien de la paix
Les quelque 5,1 millions de dollars que la Croatie a reçus dans le cadre de ce programme ont été consacrés à l'équipement de deux salles de classe pour l'apprentissage des langues étrangères à Knin et Našice, à l'achat d'équipements de navigation et d'équipements pour les vols de nuit, ainsi qu'à la formation de pilotes d'hélicoptères pour les vols de nuits.
Programme - article 1206 - Formation et équipement
Dans le cadre de ce programme, la Croatie a reçu 31 millions de dollars entre 2010 et 2014. Avec cet argent, la Croatie a acheté des véhicules HMMWV pour la formation, des équipements de communication et de navigation, des équipements pour la surveillance nocturne, l'étiquetage et l'identification des véhicules de l'armée et le système de réglage MILES 2000 pour le fusil croate VHS-D. En 2015, la Croatie a reç 11 millions de dollars pour l'achat d'équipements de communication et la formation de ses forces spéciales.
Programme - article 1202 - AASC amélioré (Accords d'acquisition et de services croisés)
Dans le cadre de ce programme, les États-Unis prêtent à leurs alliés qui participent à des missions en Afghanistan et en Irak des équipements militaires pour une période d'environ un an. La Croatie a reçu dans le cadre de ce programme 50 véhicules HMMWV et 12 véhicules MRAP (que la Croatie a gardés en cadeau après la fin des missions en Afghanistan et en Irak), des missiles balistiques et des systèmes de commandement, de contrôle et de communication (Blue force tracking (en)).
Excédents de la Défense
Dans le cadre de ce programme, la Croatie a acheté 212 véhicules MRAP d'occasion : 162 M-ATV, 30 Navistar MaxxPro Plus, et 20 véhicules médicaux MRAP HAGA.
Fonds de soutien à la coalition
Dans le cadre de ce programme, la Croatie a reçu des États-Unis un remboursement partiel de l'argent investi dans les missions de la FIAS auxquelles la Croatie a participé entre 2011 et 2013. 16,9 millions de dollars ont été remboursés à la Croatie. Cet argent est utilisé pour améliorer le radar maritime Enhanced Peregrine.
Éducation et formation militaires internationales
La Croatie a d'abord participé à ce programme de 1995 à 2003, avant d'en être exclue en raison de désaccords diplomatiques entre les États-Unis et la Croatie. Le 2 octobre 2006, George W. Bush abolit par décret l'interdiction faite à la Croatie de participer au programme IMET « en raison de l'importance de la Croatie pour les intérêts nationaux des États-Unis ». Dans le cadre du programme IMET, la Croatie a mis en œuvre plus de 600 activités dont le coût est estimé à environ 9 millions de dollars.
Arrangement de soutien logistique et d'approvisionnement en coopération
La Croatie a signé cet accord et a été intégrée à la base de données logistique américaine. Cet accord permet à la Croatie d'acheter indépendamment des pièces détachées pour ses véhicules HMMWV, ce qui ne serait pas possible sans cet accord, car le seul acheteur autorisé de pièces détachées pour les HMMWV sont les États-Unis et quiconque souhaite acheter des pièces détachées doit en demander l'autorisation aux États-Unis.
Système portatif de défense aérienne
Les États-Unis ont fait don à la Croatie d'environ 2 millions de dollars dans le cadre de ce programme afin que la Croatie puisse détruire certains de ses systèmes antiaériens dysfonctionnels.
Programme de déminage et de destruction des munitions excédentaires
Les États-Unis ont fait don à la Croatie d'environ 2,5 millions de dollars dans le cadre de ce programme pour le déminage et la destruction de certaines munitions excédentaires croates.

## Coopération économique
Les relations économiques entre la Croatie et les États-Unis sont très bonnes. En 2013, la Croatie a exporté pour 327 992 000 dollars de marchandises vers les États-Unis et en a importé pour 221 794 000 dollars. Les États-Unis sont le premier partenaire commercial de la Croatie en Amérique du Nord, devant les Îles Caïmans et le Canada, et le huitième plus important au niveau mondial.
En 2013, 220 043 Américains sont venus en Croatie pour des vacances, représentant 548 727 nuitées. Les États-Unis et la Croatie ont conclu un traité bilatéral d'investissement et un accord de protection des investissements.
Bien que la Croatie ait eu de nombreuses liaisons directes avec les États-Unis lorsqu'elle faisait partie de la Yougoslavie avant le déclenchement des guerres yougoslaves au début des années 1990, ce n'est qu'en juillet 2019 que les vols directs ont repris. La compagnie aérienne American Airlines dessert l'aéroport de Dubrovnik depuis l'aéroport international de Philadelphie de manière saisonnière.
En outre, depuis 1998, les États-Unis ont accordé plus de 27 millions de dollars d'aide humanitaire à la Croatie. Les États-Unis ont également fourni une aide financière supplémentaire à la Croatie par le biais du Programme de développement économique de l'Europe du Sud-Est (SEED) afin de faciliter la démocratisation et la restructuration du secteur financier croate, en grande partie par le biais de programmes gérés par USAID.